# 偷情玩家
《偷情玩家》是由MIG Production House制作，Ejump Mohd执导，法莎·桑达、阿菲克·沙兹万和扎鲁·胡仙主演的限制级马来剧，于2022年9月23日开播。剧情改编自由NovelPlus出版，Puteri Jacaranda的同名小说，是马来西亚爱奇艺与Grab合作的项目及爱奇艺的原创剧集之一。剧集播出后，浏览量破亿，成为马来西亚人最愿意付费观看并深最受国际观众喜爱的马来电视剧之一，与《我的网红老婆》被韩国、日本和美国等国家的受访者投票选为“最想观看的马来电视剧”的前三名。

## 制作
2021年12月1日，爱奇艺在亚洲电视论坛及内容交易市场展（ATF）上正式宣布将携手各地媒体制作公司打造更多原创剧集作品，首次于马来西亚制作五部原创马来作品有本剧、《我的奇葩同事》、《我的网红老婆》、《Love You Later》、《Restu》，首部泰国原创剧集《黑帮少爷爱上我》，以及第三部菲律宾原创影集《Lyric and Beat》。